# Gustaw (Śluby panieńskie)
Gustaw – bohater sztuki komediowej Aleksandra Fredry Śluby panieńskie. Typ lekkomyślnego trzpiota, lekkoducha, lowelasa, który nie ma zamiaru się ustatkować, chociaż stryj Radost namawia go na małżeństwo z Anielą. 
Panna ta jednak za namową przyjaciółki i kuzynki Klary składa wraz z nią przyrzeczenie, że nigdy nie wyjdzie za mąż. To budzi w Gustawie instynkt zdobywcy. Postanawia nakłonić dziewczyny do złamania złożonego ślubu. Obmyśla intrygę, w której realizacji pomagają mu Albin oraz (nieświadomie) stryjek. Sprytna intryga przynosi oczekiwany rezultat, a Gustaw uświadamia sobie, że naprawdę kocha Anielę i chce ją poślubić. Szczęśliwym finałem są zaręczyny.
Znani odtwórcy roli Gustawa w spektaklach teatralnych: Paweł Audykowski, Andrzej Bogucki, Wiesław Drzewicz, Jan Englert, Wieńczysław Gliński, Ignacy Gogolewski, Marcin Hycnar, Marek Kępiński, Dariusz Kordek, Rafał Królikowski, Leon Niemczyk, Daniel Olbrychski, Jakub Przebindowski, Ryszard Radwański, Mariusz Sabiniewicz, Tomasz Schimscheiner, Andrzej Seweryn, Adam Woronowicz.
W adaptacji filmowej Filipa Bajona z 2010 roku w Gustawa wcielił się Maciej Stuhr.